# Мапурика
Озеро Мапурика (англ. Mapourika) — озеро в регионе Уэст-Кост Южного острова Новой Зеландии.
Оно лежит к северу от ледника Франца-Йосефа и впадает в лагуну Окарито. Это самое большое озеро из озёр Уэст-Коста, ледниковая формация последнего ледникового периода. Поскольку вода из тающих ледников больше не попадает в озеро, оно заполнено свежей дождевой водой, которая протекает по земле в окружающих озеро лесах, насыщаясь таннинами, что и придаёт озеру его тёмный цвет. Так как ветра в этом регионе дуют высоко над вершинами Южных Альп, вода в озере остаётся спокойной, и в ней отражается лес, стоящий по берегам озера.